# Le 5e Axe
 (mars 2020).
Si vous disposez d'ouvrages ou d'articles de référence ou si vous connaissez des sites web de qualité traitant du thème abordé ici, merci de compléter l'article en donnant les références utiles à sa vérifiabilité et en les liant à la section « Notes et références ».
Le 5e Axe (exporté sous le nom The 5th Axis) est un jeu vidéo de plates-formes français sorti en 1985 sur Thomson MO5 et TO7, puis adapté sur Amstrad CPC et Commodore 64. Édité par Loriciels, le jeu a été conçu par Didier et Olivier Guillion.
L'action prend place au XXVe siècle. Le joueur incarne un volontaire envoyé dans un planétoïde labyrinthique détruire des cyborgs qui menacent l'univers.

## Système de jeu
Les 10 niveaux principaux du jeu au terme duquel on récupère un morceau de la machine à explorer le temps sont :
- 1555 Av. JC, 4 juillet, 6 h 45, à Thèbes, temple de Néphtys.
- 561 Av. J.C., 25 juin, 11 h 29, à l'agora d'Athènes.
- 25 mars 999, 19 h 10, à  l'abbaye  de  Fleury.
- 3 septembre 1998, 00 h 12, à Paris, banlieue Nord.
- 24 décembre 2201, 23 h 59, dans la cité sub-Pacifique Ouest.
- 560 Av. J.C., 1er janvier, 15 h 12, à Memphis, palais d'Amasis.
- 12 mai 800, 14 h 30, à Apamée, palais de Pergame.
- 12 avril 1512, 20 h 08, au  cloître  de  Loches.
- 8 mars 2038, 23 h 56, à Nouvelle-Marseille.
- 6 octobre 2320, 10 h 28, sur Mars, Base Copernic.